# BMW X4
BMW X4 – samochód osobowy typu SUV Coupé klasy średniej produkowany pod niemiecką marką BMW w latach 2014–2025.

## Pierwsza generacja

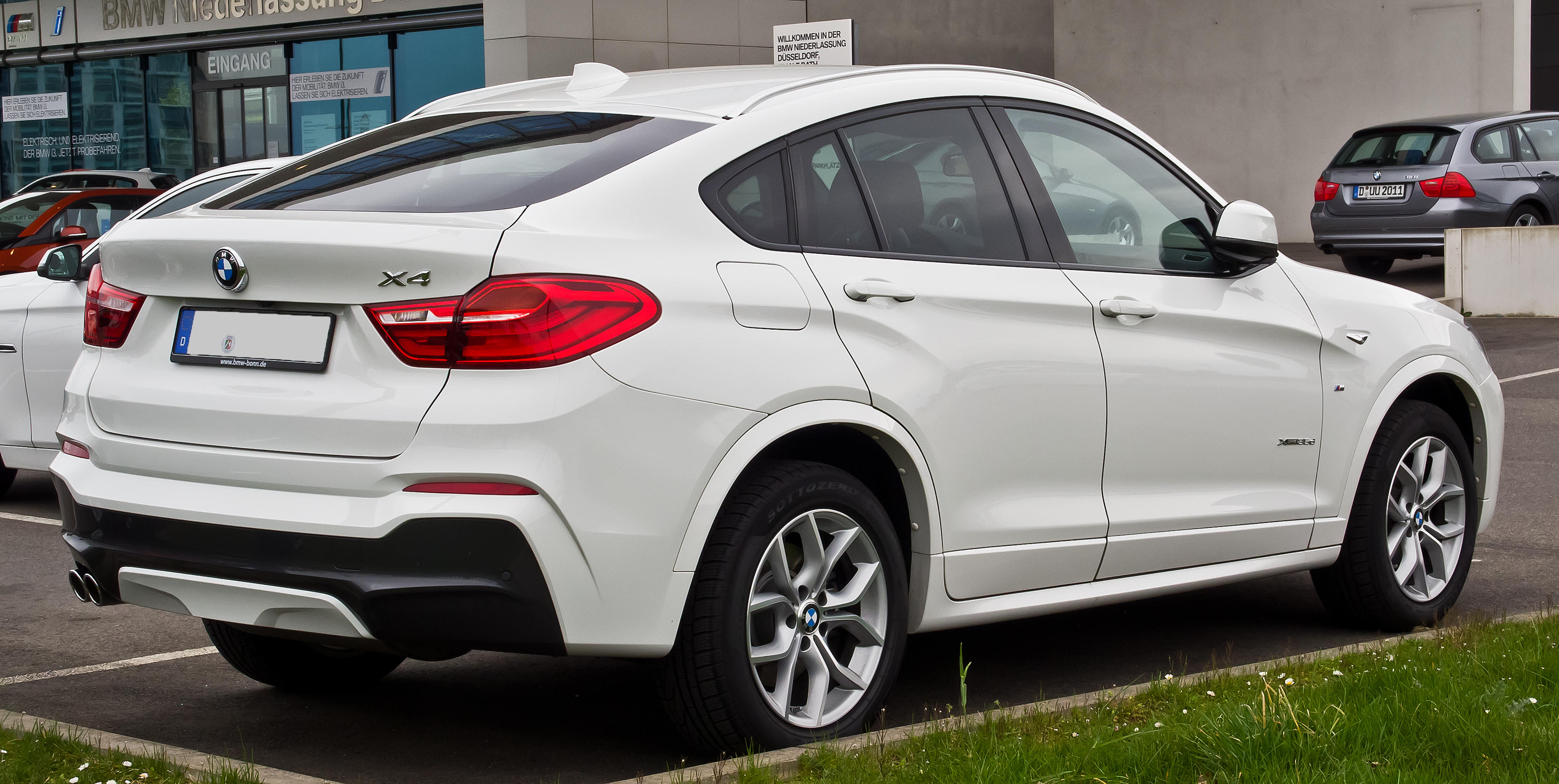
BMW X4 I (F26) - tył

BMW X4 I zostało zaprezentowane po raz pierwszy w 2014 roku.
Był to pierwszy SUV Coupe marki BMW mniejszy od modelu X6. Produkcja X4 pierwszej generacji o kodzie fabrycznym F26 ruszyła w lipcu 2014 roku, aż 5 lat po debiucie bazowego modelu - X3.
Auto zostało po raz pierwszy zaprezentowane podczas targów motoryzacyjnych w Nowym Jorku w 2014 roku. Pojazd został zbudowany na bazie płyty podłogowej modelu X3 II generacji. Przód pojazdu jest identyczny jak w modelu X3 II generacji. Wyróżnikami modelu X4 są linia dachu, osiągająca najwyższy punkt nad głową kierowcy i opadająca aż po krawędź klapy bagażnika oraz tylna część nadwozia.

### Wyposażenie
Standardowe wyposażenie BMW X4 obejmuje m.in. automatyczną ośmiobiegową skrzynię biegów (z wyjątkiem xDrive20d), radio Professional z kontrolerem iDrive oraz centralny wyświetlacz; automatyczne sterowanie klapą bagażnika, skórzaną sportową kierownicę wielofunkcyjną z łopatkami do zmiany biegów (poza modelem z 6-biegową ręczną skrzynią biegów), sportowy układ kierowniczy o zmiennym przełożeniu, Performance Control oraz tylne czujniki parkowania, reflektory ksenonowe, światła przeciwmgłowe wykonane w technologii LED oraz 18-calowe aluminiowe felgi, system ConnectedDrive wyposażony m.in. w sterownik iDrive zintegrowany z gładzikiem, asystenta parkowania, pełnokolorowy przezierny wyświetlacz HUD, nieoślepiający system głównych lamp dalekosiężnych oraz Driver Assistent Plus obejmujący m.in. ostrzeżenie o niezamierzonej zmianie pasa ruchu, aktywny regulator prędkości z funkcją Stop&Go oraz ochroną pieszych. System zapewnia także dostęp do informacji drogowych w czasie rzeczywistym, usługę Consierge oraz inteligentne wzywanie pomocy, a także funkcję Apps, dzięki której pozostać można w stałym kontakcie z serwisami sieciowymi tj. Facebook, Twitter, AUPEO oraz platformami muzycznymi Napster i Deezer.
Jest to jeden, z najkrócej produkowanych modeli marki - zniknął on z rynku już 3,5 roku produkcji z powodu prezentacji następcy, który tym razem zadebiutował tylko chwilę po prezentacji bazowego X3.

### Linie stylistyczne
- xLine – linia podkreślająca charakter samochodu wyposażona w elementy stylistyczne tj. osłona podwozia o offroadowym wyglądzie, dwukolorowe obręcze kół ze stopów lekkich oraz skórzana tapicerka
- M – linia wyposażona m.in. w metalizowany lakier w kolorze włókna węglowego, elementy zewnętrzne w kolorze karoserii oraz skórzaną wielofunkcyjną kierownicę M

### Dane techniczne[5][6]
| Model                  | Pojemność skokowa  | Układ cylindrów    | Moc                                     | Moment obrotowy                | Przyspieszenie 0–100 km/h | Prędkość maksymalna | Zużycie paliwa (miasto/poza miastem/średnie)                 |
| Silniki benzynowe:     | Silniki benzynowe: | Silniki benzynowe: | Silniki benzynowe:                      | Silniki benzynowe:             | Silniki benzynowe:        | Silniki benzynowe:  | Silniki benzynowe:                                           |
| ---------------------- | ------------------ | ------------------ | --------------------------------------- | ------------------------------ | ------------------------- | ------------------- | ------------------------------------------------------------ |
| X4 xDrive20i od 7/2014 | 1997 cm³           | R4                 | 135 kW / 184 KM przy 5000-6250 obr./min | 270 Nm przy 1250-4500 obr./min | 8,1 s                     | 212 km/h            | 9,0/6,1/7,2 l/100 km                                         |
| X4 xDrive28i od 7/2014 | 1997 cm³           | R4                 | 180 kW / 245 KM przy 5000-6500 obr./min | 350 Nm przy 1250-4800 obr./min | 6,4 s                     | 232 km/h            | 9,1/6,2/7,3 l/100 km                                         |
| X4 xDrive35i od 7/2014 | 2979 cm³           | R6                 | 225 kW / 306 KM przy 5800-6400 obr./min | 400 Nm przy 1200-5000 obr./min | 5,5 s                     | 247 km/h            | 10,7/6,9/8,3 l/100 km                                        |
| X4 M40i od 10/2015     | 2979 cm³           | R6                 | 265 kW / 360 KM przy 5800-6000 obr./min | 465 Nm przy 1350-5250 obr./min | 4,9 s                     | 250 km/h            | 11,3/7,0/8,6 l/100 km                                        |
| Silniki wysokoprężne:  |                    |                    |                                         |                                |                           |                     |                                                              |
| X4 xDrive20d od 7/2014 | 1995 cm³           | R4                 | 140 kW / 190 KM przy 4000 obr./min      | 400 Nm                         | 8,0 s                     | 212 km/h            | 6,2/5,0/5,4 l/100 km (manual) 5,7/5,0/5,2 l/100 km (automat) |
| X4 xDrive30d od 7/2014 | 2993 cm³           | R6                 | 190 kW / 258 KM przy 4000 obr./min      | 560 Nm przy 1500-3000 obr./min | 5,8 s                     | 234 km/h            | 6,5/5,6/5,9 l/100 km                                         |
| X4 xDrive35d od 7/2014 | 2993 cm³           | R6                 | 230 kW / 313 KM przy 4400 obr./min      | 630 Nm przy 1500-2500 obr./min | 5,2 s                     | 247 km/h            | 6,7/5,5/6,0 l/100 km                                         |

## Druga generacja

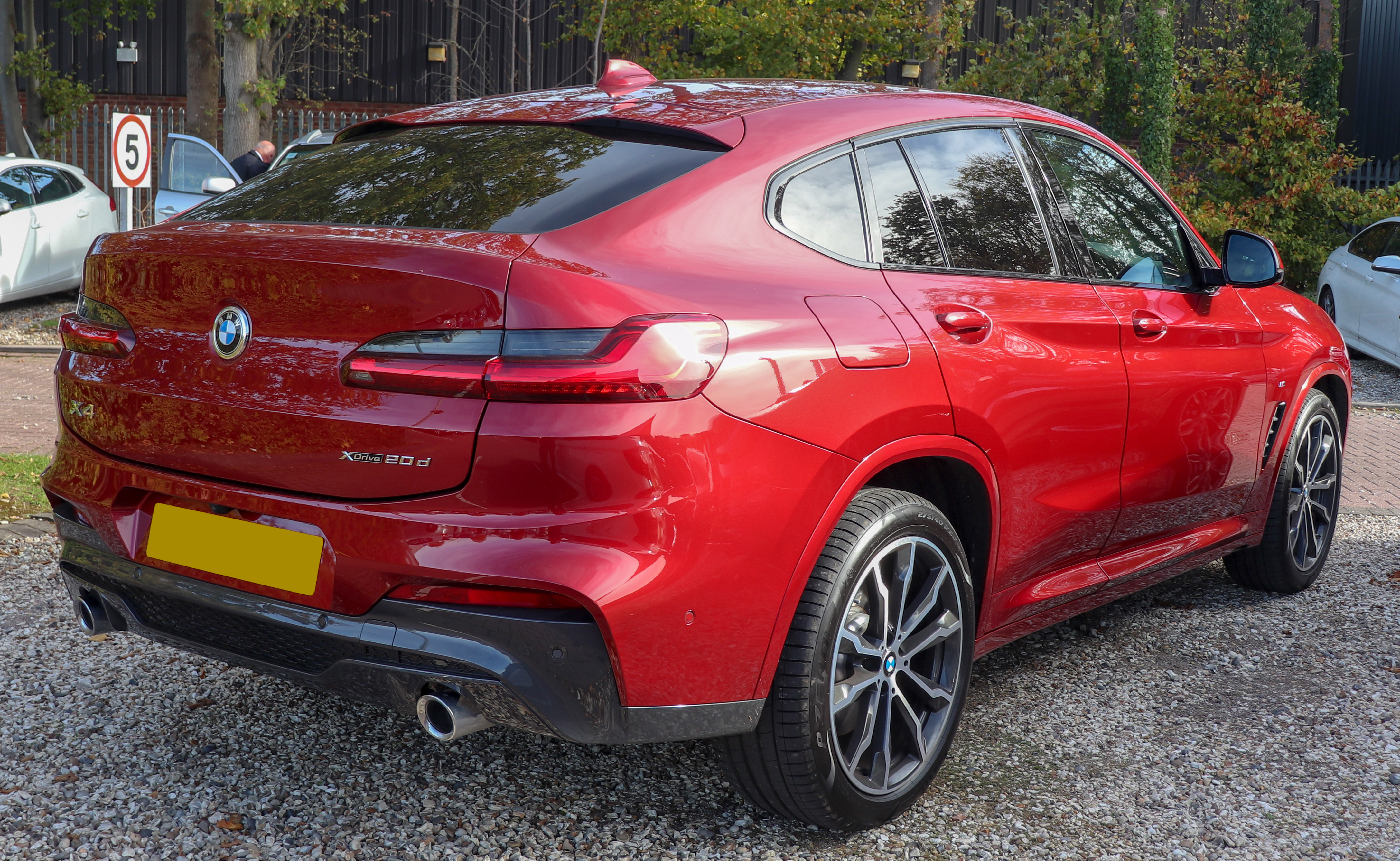
BMW X4 II (G02) - tył

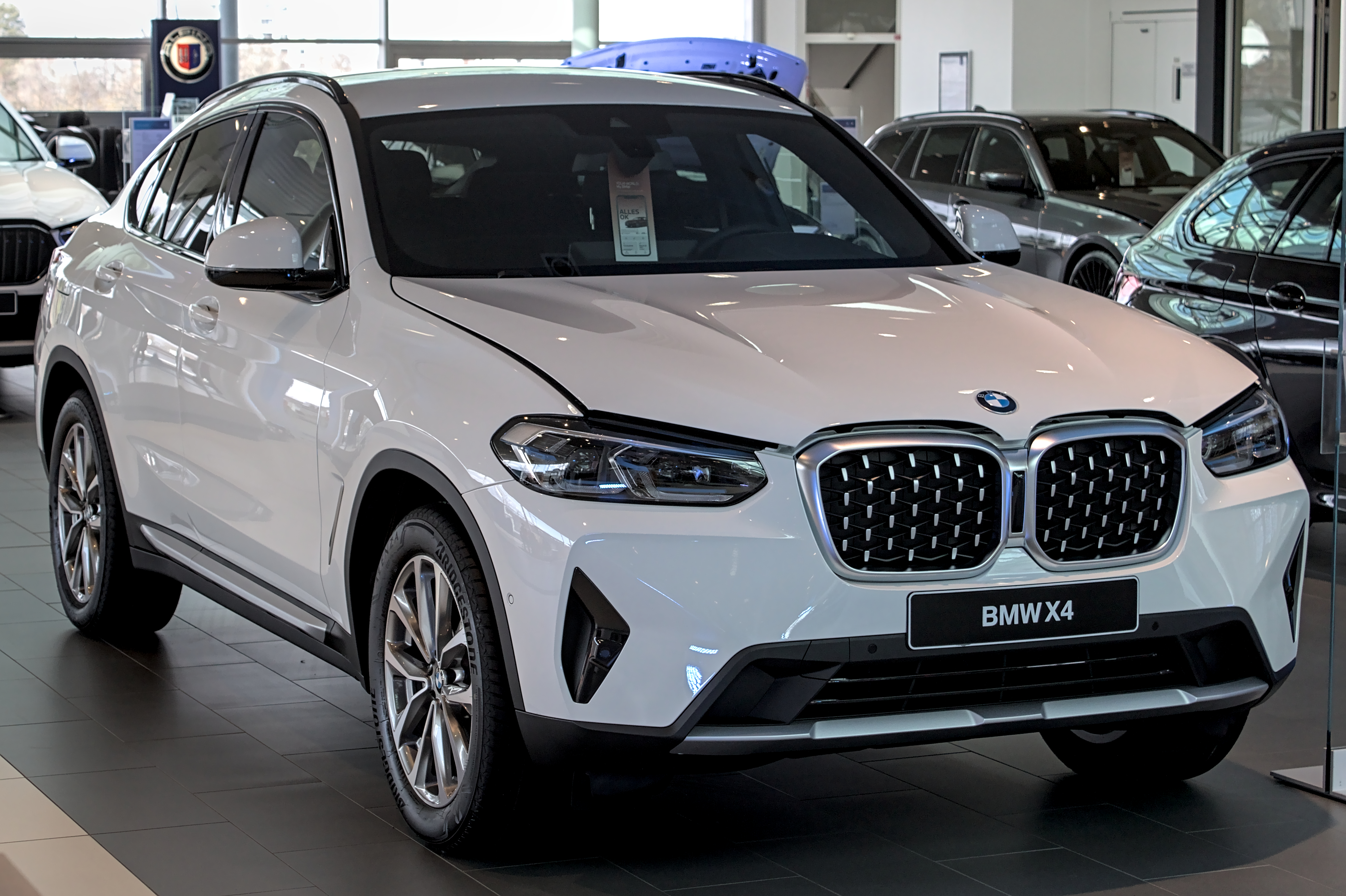
BMW X4 II (G02) po liftingu

BMW X4 II zostało zaprezentowane po raz pierwszy w 2018 roku.
X4 II otrzymało kod fabryczny G02. Samochód zastąpił dotychczasowy model po zaledwie 3,5 roku produkcji - wszystko z powodu przestarzałej konstrukcji poprzednika, który zadebiutował, gdy miała ona już 5 lat. Podobnie, jak dotychczas, X4 to tzw. odmiana SUV Coupe modelu X3, wyróżniająca się gwałtownie opadającą linią dachu i inną stylizacją tyłu. Charakterystycznym elementem są podłużne tylne lampy. Na tle pierwszego wcielenia nowe X4 jest wyraźnie szersze, wyższe i dłuższe, jednocześnie zachowując niższą masę własną - 50 kg mniej. Tym razem samochód charakteryzuje się większą przestrzenią na głowę w tylnej części przedziału pasażerskiego.

### Wyposażenie
Standardowe wyposażenie obejmuje reflektory LED, automatycznie zamykaną klapę bagażnika, składane tylne siedzenia podzielone stosunkiem 40:20:40 oraz najnowszej generacji system iDrive 6.0. Modele oferowane są w wykończeniach XLine, M Sport i M Sport X. Modele XLine są wyposażone w osłonę podwozia, 19-calowe felgi ze stopów lekkich, a modele M Sport - w stylizację M Sport i zawieszenie M Sport. Opcjonalne funkcje ConnectedDrive oferują Apple CarPlay, Android Auto i Amazon Alexa lub integrację z Google Assistant.